# Khorasan (historische regio)

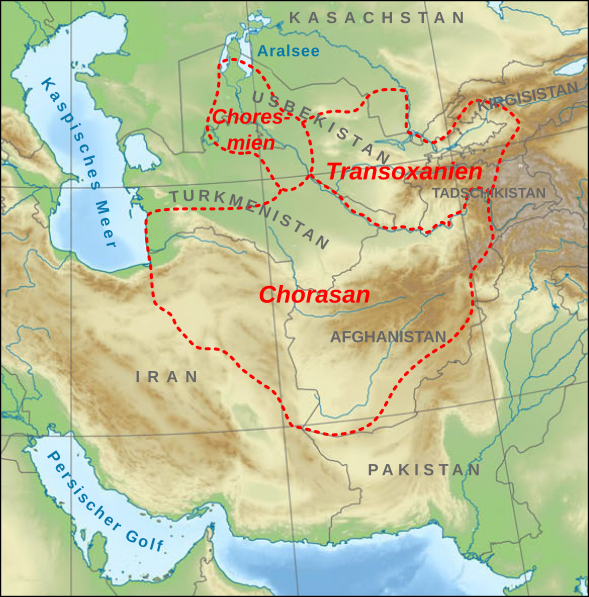
De ligging van het oude Khorasan

Khorasan of Chorasan (Perzisch: خراسان) is een historische regio in Centraal-Azië die delen van de huidige staten Iran, Afghanistan, Tadzjikistan, Oezbekistan, en Turkmenistan omvatte. Ze grensde in het westen aan de Kaspische Zee en in het oosten aan het gebergte Hindoekoesj. Bekende oude steden in deze voormalige regio zijn: Samarkand, Buchara, Herat, Balkh, Kabul, Mashhad, Toes (Susia in de Oudheid), Merv en Nisjapoer.

## Naam
De naam Khorasan is Perzisch en betekent 'Land van de rijzende zon' of de Oosterse Provincie. De naam werd voor het eerst gegeven aan de oostelijke provincie van het Perzische Rijk tijdens de Sassaniden-dynastie.

## Geschiedenis

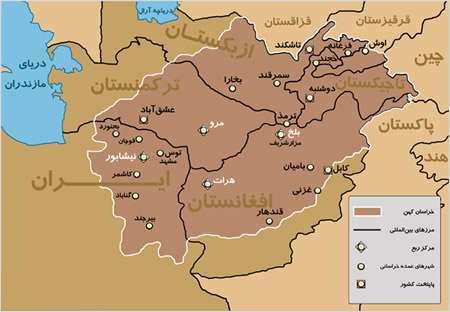
grens bij benadering van Khorasan tijdens de Sassaniden

Khorasan kreeg zijn naam tijdens de overheersing door de Sassaniden (3e tot 7e eeuw). De streek verkreeg haar naam nog in de pre-islamitische tijd.
Na de islamisering bleef de streek kritisch, vooral tegenover de Omajjaden. Enkele bewegingen die reageerden op de machtslust van de Omajjaden, ontstonden in Khorasan: het Kharidjisme, dat zich richtte op sociale rechtvaardigheid en gelijkheid, en vooral de Abbasiden, die de Omajjaden in 750 overwonnen.
De Abbasiden droegen zwarte vlaggen als herkenningsteken. Onder het Abbasidisch bewind kende Khorasan een grote bloei. De Abbasiden gaven meer macht aan het regionale bestuur en in Khorasan onder meer aan de dynastie der Samaniden, die in Centraal-Azië een groot imperium opbouwden.
In de Middeleeuwen had Khorasan een bloeiende cultuur, omdat de zijderoutes erdoorheen liepen. Hier mengden vele volkeren. Bekende personen zijn Avicenna, de soefi-meester Haji Bektash Veli, de soefi-dichter Rumi, de dichter Ferdowsi, de mysticus Omar Khayyám en de wiskundige Al-Biruni. De 19e-eeuwse hervormer Jamal al-Din al-Afghani was eveneens afkomstig uit de regio.

## De Iraanse provincie Khorasan

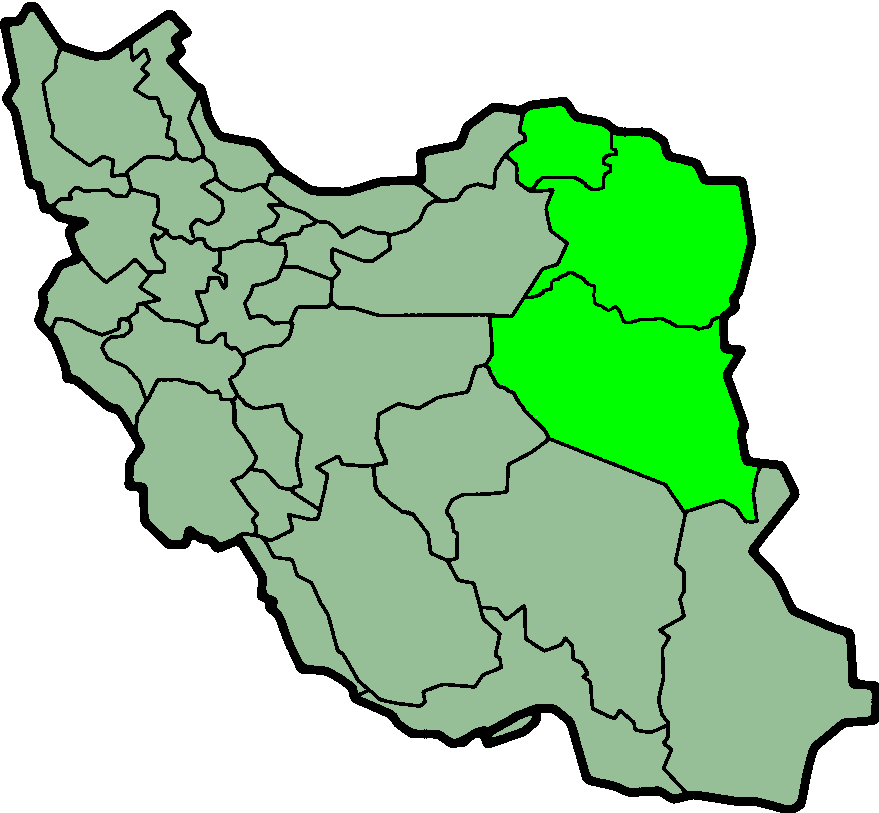
De Iraanse provincie(s) Khorasan

Khorasan was ook een provincie in Iran, en met afstand de grootste. In 2004 werd de provincie in drie delen verdeeld: Khorasan-e-shomali (Noord), Khorasan-e-Razavi en Khorasan-e-Jonoobi (Zuid). In 1968, 1970 en 1978 waren er grote aardbevingen.

## Gebruik van de naam en symbolen
Khorasan werd in de loop der tijd een mythisch begrip, verwijzend naar de regio van waaruit moslims met zwarte vlaggen de strijd aangingen tegen overheersers en oprukten naar Jeruzalem. De naam "Khorasan" wordt door uiteenlopende groeperingen gebruikt, dikwijls verwijzend naar de historische regio. Zo noemt een tak van Al Qaida zich Khorasan, evenals een tak van IS (IS-K). De zwarte vlaggen van IS zijn ontleend aan de vlag van de vroegere Abbasiden uit Khorasan.